# Luzonjunglevliegenvanger
De luzonjunglevliegenvanger (Vauriella insignis synoniem: Rhinomyias insignis) is een vogelsoort uit de familie van de Muscicapidae (vliegenvangers). Het is een kwetsbare, endemische vogelsoort op de Filipijnen.

## Kenmerken
De vogel is 16,5 tot 19 cm lang. De vogel is merendeels donker olijfbruin gekleurd met een opvallende, lange, witte wenkbrauwstreep. De keel is wit, de borst is olijfkleurig bruin, lichter dan de bovenkant. De buik en de flanken zijn warmer van kleur, licht roodbruin tot bijna oranje; de anaalstreek en onderstaartdekveren zijn wit. Het oog is donker, de snavel is zwart en de poten zijn blauwgrijs.

## Verspreiding en leefgebied
De luzonjunglevliegenvanger komt alleen voor in het noorden van het eiland Luzon in de Filipijnen. De soort is daar waargenomen in beide grote bergketens van het eiland, de Cordillera Central en de Sierra Madre. Het leefgebied bestaat uit nevelwoud boven de 1500 m boven zeeniveau, soms ook in aangetast bos in de buurt van ongerept regenwoud.

## Status
Deze soort heeft een beperkt verspreidingsgebied en daardoor is de kans op uitsterven aanwezig. De grootte van de populatie werd in 2016 door BirdLife International geschat op 3,5 tot 7 duizend individuen en de populatie-aantallen nemen af door habitatverlies. Het leefgebied wordt aangetast door grootschalige ontbossing waarbij natuurlijk bos wordt omgezet in gebied voor agrarisch gebruik. Om deze redenen staat deze soort als kwetsbaar op de Rode Lijst van de IUCN.